# تشارلز سانتياغو
تشارلز سانتياغو (بالإنجليزية: Charles Santiago)‏ هو سياسي هندي وماليزي، ولد في 1 نوفمبر 1960 في سلاغور في ماليزيا. حزبياً، نشط في حزب العمل الديمقراطي (ماليزيا). وقد انتخب عضو ديوان الرعية ‏ عن دائرة Klang (federal constituency) ‏ وقد انضم خلال فترته النيابية ‏  للكتلة البرلمانية تحالف الأمل (ماليزيا).